# هواپیمای هسته‌ای

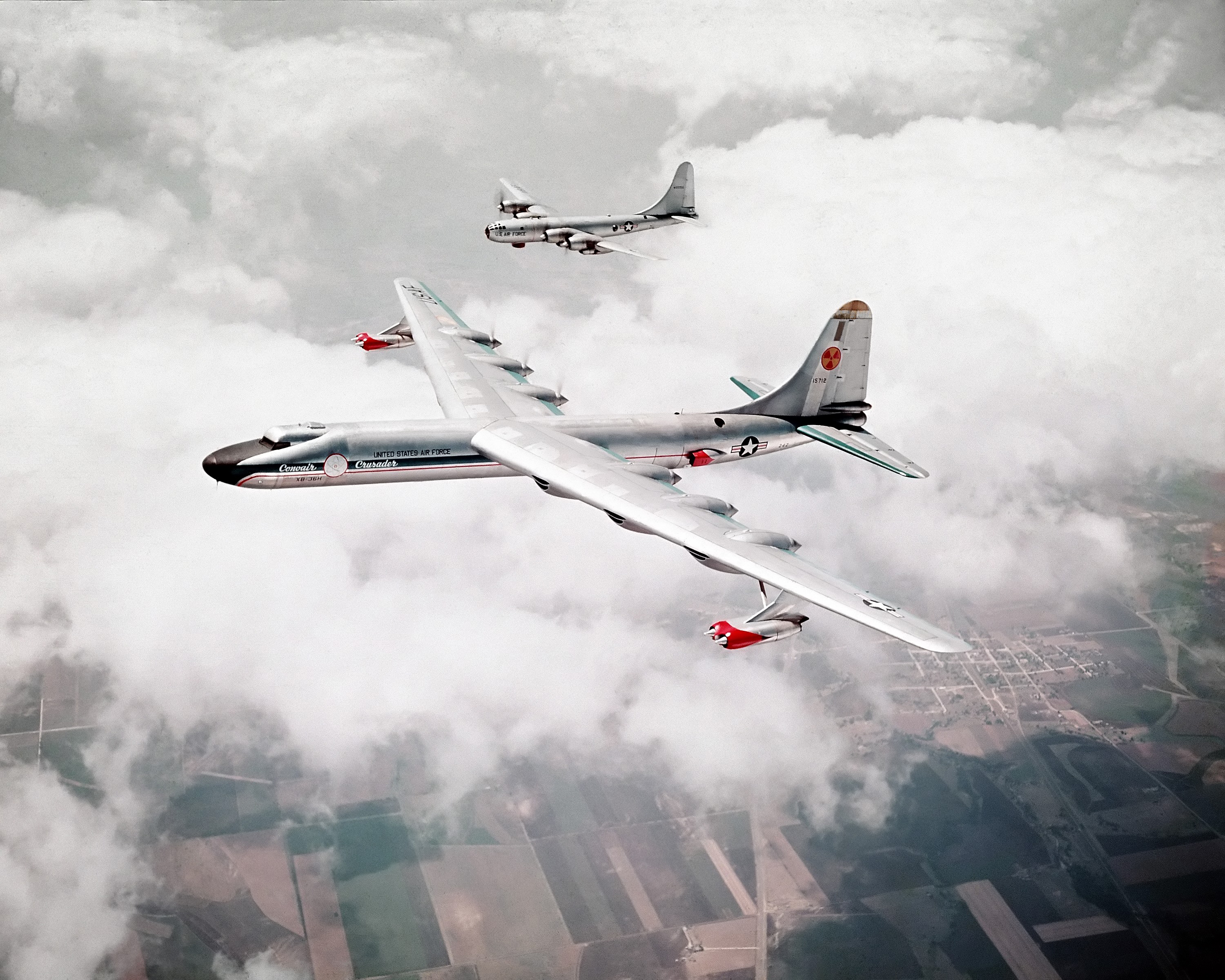
نمایی از تنها هواپیمای هسته‌ایِ آمریکایی که در سال ۱۹۵۸ فعالیت بر روی آن متوقف‌شد.

هواپیمای هسته‌ای نوعی هواپیما است که انرژی آن از واکنش هسته‌ای تأمین می‌شود. در دوران جنگ سرد کشورهای ایالات متحده و شوروی در این زمینه تحقیقاتی انجام دادند، اما هیچ‌یک از این دو کشور نتوانستند چنین وسیله‌ای را بسازند. یکی از مشکلات ساخت چنین هواپیمایی نیاز به حفاظت خدمه در مقابل مسمومیت پرتوی بود.